# Максимов, Степан Максимович
Степан Максимович Максимов (18 (30 нового стиля) октября 1892, Яншихово-Норваши, Янтиковская волость, Цивильский уезд, Казанская губерния — 26 августа 1951, Чебоксары, Чувашская АССР, РСФСР, СССР) — чувашский композитор, собиратель и исследователь чувашской народной песни, музыкальный организатор и педагог, основатель и первый директор Чебоксарского музыкального техникума, один из основоположников чувашской профессиональной музыкальной культуры.

## Биография
Степан Максимов родился 18 октября по старому стилю 1892 года в селе Яншихово-Норваши, Янтиковского района Чувашской АССР, в бедной крестьянской семье.
В 1907 году после окончания сельской двухклассной школы он поступает в Симбирскую чувашскую учительскую школу. В эти же годы там обучался Фёдор Павлов, впоследствии чувашский композитор и драматург, ближайший друг С. М. Максимова.
В 1911 году, после окончания школы, И. Я. Яковлев — директор школы, оставляет их обоих в этой же школе преподавателями музыки и руководитель симфонического оркестра Симбирской чувашской учительской школы (С. М. Максимов) и пения (Ф. П. Павлов).
В 1914 году в Казани С. М. Максимов экстерном сдает экзамен на звание учителя пения. 
В 1919—1921 годах он работает сельским учителем в Симбирском уезде, позже работает на разных должностях в Симбирском губоно. 
В 1919 году он вступает в ряды РКП(б). 
В 1925 году переезжает на работу и постоянное жительство в Чебоксары, столицу Чувашской АССР. В течение одного года работает в аппарате Чувашнаркомпроса, а с 1926 года переходит на работу в Чебоксарскую музыкальную школу в должности заведующего.
С 1929 года по его инициативе на базе музыкальной школы организовывается Чебоксарский музыкальный техникум, директором которого он становится.
В 1930 году, задавшись целью получить высшее музыкальное образование, С. М. Максимов поступает на композиторское отделение Московской государственной консерватории; он учился в классе профессоров Р. Глиэра и Ан. Александрова.
В 1935 года, после окончания консерватории, С. М. Максимов возвращается в Чувашскую АССР и работает директором музыкального училища.
18 декабря 1937 года он был арестован, обвинен в буржуазном национализме («Вел борьбу против мероприятий, проводимых Советской властью в области национальной политики»). 30 декабря 1937 года приговором спецтройки НКВД Чувашской АССР осуждён по статье 58-10 УК РСФСР к 10 годам исправительно-трудовых лагерей («Заключить в ИТЛ сроком на 10 лет, считая срок с 18.12.1937 г.»). 
18 ноября 1947 года освободился и вернулся в город Чебоксары.
С 1948 года работал альтистом симфонического оркестра в Чувашской государственной филармонии.
26 августа 1951 года С. М. Максимов скончался.

### Творческая деятельность
Творческая деятельность С. М. Максимова началась в 1915 году. Он обрабатывает чувашские народные песни для хора, а в 1918 году в Симбирске выходит первый сборник его обработок, напечатанный на шапирографе.
С. М. Максимовым созданы обработки народных песен (среди них — песни для хора без сопровождения и для голоса в сопровожденнии фортепиано), детские песни, «Чувашская увертюра» для симфонического оркестра, «Чувашская сюита» для симфонического оркестра, «Чувашская сонатина» для фортепиано, «Чувашский марш» для духового оркестра, обработки для струнного квартета. Его песни изданы четырьмя отдельными и тремя коллективными сборниками. Кроме того, им написаны статьи по вопросам чувашской музыки и народного музыкального творчества. В 1935 году в Чебоксарах был издан на чувашском языке составленный им «Учебник музыкальной грамоты».
С. М. Максимов собирал и изучал чувашские народные песни. Им записано более двух тысяч чувашских народных песен. Он выпустил три сборника народных песен. После его смерти остались подготовленными к печати ещё три сборника.
С. М. Максимов использовал с своем творчестве лучшие образцы чувашской народной песни. Народные песни, обработанные и гармонизированные им для хорового и сольного исполнения, — «Не гнись, орешник», «Застольная», «Хороводная», «Лети, лети, кукушка», «Уж лес шумит», «Про лебедя», «Снизу идет белый пароход», «Наш отец сазан-рыба».
С. М. Максимов написал оригинальные песни. Среди них: «Колхозная трудовая», «Как в летнюю пору», «С гармошкой», «Наш дядя Николай», «Комсомолка Урине», которые ещё в начале тридцатых годов получили широкую популярность в народе.
Из произведений, написанных им в последние годы жизни: «Колхозный сад», «Мой милый с гармошкой», «Родное поле», а также обработки народных песен: «Тоскую по милой», «Батюшкин сад», «Понапрасну я ходил» и др. Написал в консерватории «Чувашскую увертюру» для симфонического оркестра и «Чувашская сонатина» для фортепиано, основные темы которых по характеру близки к чувашской народной музыке.

## Некрография
Похоронен на Чебоксарском мемориальном кладбище.
Реабилитирован посмертно 21 сентября 1955 года, восстановлен в звании заслуженного деятеля искусств Чувашской АССР.

## Наследие

### Список опубликованных музыкальных произведений
- «Чǎваш халǎх юррисем» — «Чувашские народные песни, гармонизированные С. М. Максимовым, преподавателем пения Симбирской чувашской учительской семинарии». г. Симбирск, 1918 г. (15 песен).
- «Чăваш кěввисем. 1-мĕш пайĕ» — «Чувашские мелодии», I часть. г. Москва, Центральное издательство народов СССР, 1924 г. (84 песни и 28 танцевальных мелодий).
- «Чăваш кĕввисем. 2-мĕш пайĕ» — «Чувашские мелодии», II часть. г. Москва, Центральное издательство народов СССР, 1926 г. (38 песен).
- «Улăхра кĕтÿ çÿрет-çке» — «На лугу пасется стадо». Сунтал, 1926 г., 11-мĕш №.
- «Революци юррисем». Сборник революционных песен. г. Москва, Центральное издательство народов СССР, 1926 г.
- «Çĕнĕ юрăсем» — «Новые песни». Авторы С. М. Максимов, Ф. П. Павлов, В. П. Воробьев. Изданы в ознаменование 10-летия Великой Октябрьской социалистической революции. г. Чебоксары, Чувашгосиздат, 1927 г. (7 песен принадлежит С. М. Максимову).
- «Ĕç юрри» — «Трудовая». Сунтал, 1927 г., 2-мĕш №.
- «Çăпата» — «Лапоть». Чăвашла календарь, 1928 г.
- «Шкул юррисем» — «Школьные песни». г. Москва, 1928 г. (48 песен).
- «Ĕç юрри» — «Трудовая». Сунтал, 1930 г., 4-5-мĕш №.
- «Ан авăн, шĕшкĕ» — «Не гнись, орешник». Сунтал, 1930 г., 7-8-мĕш №.
- «Çěн сǎрнай». Хорпа юрламалли юрǎсем. — «Новый сырнай». Произведения для хора. Авторы — С. М. Максимов, Ф. П. Павлов, В. П. Воробьев. г. Чебоксары, Чăваш кĕнеки уйрăмĕ, 1931 г. В это издание вошло 14 песен С. М. Максимова.
- «Юхмĕ, юхмĕ», «Колхозниксен ĕç юрри» — «Нет, не будет», «Колхозная трудовая». Сунтал, 1931 г., 9-мĕш №.
- «Коллектив юрри» — «Песня о коллективе». Сунтал, 1931 г., 11-мĕш №.
- «Çамрǎк строительсен юрри», «Субботник юрри» — «Песня молодых строителей», «Песня о субботнике». Хатěр пул, 1932 г., 10-мĕш №.
- «Колхозниксен ĕç юрри» — «Колхозная трудовая». г. Чебоксары, Чувашгосиздат, 1932 г.
- «Коллектив юрри» — «Песня о коллективе», г. Чебоксары, Чувашгосиздат, 1932 г.
- «Октǎпĕр ачисен» — «Песни октябрят». Сборник под редакцией В. П. Воробьева. Чебоксары, Чувашгосиздат, 1932 г. В это издание вошло 7 песен С. М. Максимова.
- «Тури чǎвашсен юррисем» — «Песни верховых чувашей». г. Чебоксары, Чувашгосиздат, 1932 г. (202 песни, записанные С. М. Максимовым).
- Сборник «Творчество советских композиторов нацреспублик СССР». г. Москва, Государственное музыкальное издательство, 1932 г. Сюда помещены 2 песни С. М. Максимова: «Комсомолка Урине» и «Чувашская пионерская».
- «Эпĕр вǎйлǎ (физкультурниксен юрри)» — «Мы сильны (песня физкультурников)». Сунтал, 1932 г., 10-мĕш №.
- «25 масǎллǎ юрǎ» — «25 массовых песен». Сборник, составленный И. В. Люблиным, В. М. Кривоносовым, Н. Т. Васянкой. Чебоксары, Чувашгосиздат, 1933 г. В это издание помещены 4 песни С. М. Максимова: «Колхозниксен ĕç юрри», «Коллектив юрри», «Юхмĕ, юхмĕ», «Çуллахи пек» — «Колхозная трудовая», «Песня о коллективе», «Нет, не будет», «Летний ветерок».
- «Три детские чувашские песни» — «Чăваш ачисен юррисем». г. Москва, Государственное музыкальное издательство, 1933 г.
- «Песня обороны» — «Сыхлăх юрри». Для двухголосного хора без сопровождения. г. Москва, Государственное музыкальное издательство, 1933 г.
- «146 чувашских народных песен, записанных от Гаврила Федорова». Авторы — С. М. Максимов, Ф. П. Павлов, В. П. Воробьев, Т. П. Парамонов. Чебоксары — Москва, Чувашгосиздат — Музгиз, 1934 г. (103 песни записано С. М. Максимовым)
- «Тĕне хирĕс частушкăсем», «Юхмĕ, юхмĕ» — «Антирелигиозные частушки», «Нет, не будет». Максимов и Филиппов. Три массовых чувашских песни для 2-голосного хора без сопровождения. г. Москва, Огиз—Музгиз, 1934 г. (Библиотека массовых песен народов СССР).
- «13 чувашских песен нового быта» — «Чǎваш халǎхен 13 çĕнĕ пурнǎç юрри». Для 1 и 2-голосного хора без сопровождения. г. Москва, Огиз—Музгиз, 1934 г.
- «Чувашский марш». Оркестровка С. И. Габера. Партитура для духового оркестра. г. Чебоксары, 1934 г. (Серия партитур к 15-летию ЧАССР, № 1).
- Чувашская народная песня «Çуллахи пек» — «Летний ветерок». Аранжировка С. И. Габера. Партитура для духового оркестра. Чебоксары, 1935 г. (Серия партитур к 15-летию ЧАССР, № 4).
- «Çапата» — «Лапоть». Аранжировка С. И. Габера. Партитура для духового оркестра. Чебоксары, 1935 г. (Серия партитур к 15-летию ЧАССР, № 5).
- «Йĕлтĕрçĕсен маршĕ» — «Марш лыжников». Канаш, 1936 г., Февраль, 4-мĕше.
- Хоровое творчество народов СССР. Выпуск 1. Москва, Музгиз, 1936 г. В это издание вошли 2 песни С. М. Максимова: «Песня о сохе и плуге» и «Песня о зайце».
- «Колхозниксен ĕç юрри» — «Колхозная трудовая». Для хора без сопровождения. г. Чебоксары, 1957 г.
- «Ака-суха юрри», «Колхозниксен ĕç юрри», «Ан авǎн, шĕшкĕ» — «Песня сохи и плуга», «Колхозная трудовая», «Не гнись, орешник». Чăваш юррисен антологийĕ. г. Чебоксары, Чувашгосиздат, 1959 г.
- С. М. Максимов. Хорпа тата пĕччен юрламалли юрăсем. Произведения для хора и солистов. Чебоксары, Чувашгосиздат, 1960 г. (36 песен).
- С. М. Максимов. Чувашские народные песни. г. Москва, Издательство «Музыка», 1964 г. (320 песен).

### Неопубликованные музыкальные произведения
- «Чувашская увертюра» для большого симфонического оркестра (1935)
- «Чувашская сонатина» для фортепиано (1935)
- «Чувашский марш» для духового оркестра (1930)
- «Чувашская сюита» для большого симфонического оркестра (1935)
- «Фуга ми минор» для скрипки, альта, виолончели (1932—1935)
- «На свадьбе в чувашской деревне», пьеса для струнного квартета (1932—1935)
- «Батюшкин сад», пьеса для струнного квартета (1935)

## Награды и звания
Заслуженный деятель искусств Чувашской АССР (1934)

## Семья
- Первая жена — Максимова (в девичестве Эсливанова) Капитолина Никитична (7.11.1893 — 16.5.1979), выпускница Чувашской симбирской учительской школы, певица[4]. Венчание состоялось 26 мая 1913 года в церкви во имя Сошествия Святого Духа на Апостолов при Чувашской симбирской учительской школе[5].
  - Старшая дочь — Максимова, Галина Степановна (10.02.1914 — 31.03.2004), одной из первых среди чувашек ставшая профессиональной пианисткой, жена Фейгина Л. В.[6].
  - Дочь — Максимова Вера Степановна
  - Дочь — Максимова Нина Степановна
  - Дочь — Максимова Зоя Степановна[7].

## Память
- Именем С. М. Максимова названы улицы в Московском районе Чебоксар[8][9] и селе Яншихово-Норваши[10].
- Чебоксарская музыкальная школа № 1 носит имя С. М. Максимова[11].